# Yasmine Bellal
Yasmine Bellal, née le 10 juillet 2003, est une archère algérienne.

## Carrière
Elle est médaillée d'or par équipe mixte ainsi que médaillée de bronze en individuel femmes aux Championnats d'Afrique de tir à l'arc 2022 à Pretoria.